# Чемерисы
Чемери́сы (бел. Чамярысы) — агрогородок в Чемерисском сельсовете Брагинского района Гомельской области Беларуси. Административный центр Чемерисского сельсовета.

## География
Деревня находится в 23 км на юго-восток от райцентра Брагина и в 48 км от железнодорожной станции Хойники (на ветке Василевичи — Хойники от линии Калинковичи — Гомель), 153 км от Гомеля.
Ближайшие населённые пункты: деревни Старые Храковичи, Переносы, агрогородок Маложин.

### Гидрография
К востоку от деревни протекает Казённая канава (Казёнка).

### Геология
Поблизости есть месторождения глины, железняков и торфа.

## Транспортная система
Выезд из Чемерис осуществляется по просёлочной, затем по автомобильной дороге Комарин — Брагин. Планировка состоит из дугообразной улицы меридиональной ориентации, к которой с запада присоединяются дугообразная и прямолинейная улицы. Застройка двусторонняя, преимущественно деревянная, усадебного типа. В 1986—1987 годах в деревне были построены кирпичные дома на 64 квартиры, в которых разместились переселенцы из загрязнённых радиацией мест после катастрофы на Чернобыльской АЭС.
Улицы:
- Гагарина
- Западная
- Комсомольская
- Луговая
- Механизаторов
- Новая
- Победы
- Северная
- Школьная
- Зелёная
- Полевая
- Дачная
- Ручьевая
- пер. Садовый

## История
По письменным источникам Чемерисы известны с XVIII века как деревня в Речицком повете Минского воеводства Великого Княжества Литовского. После 2-го раздела Речи Посполитой (1793 год) вошла в состав Российской империи. В 1850 году входила во владение Юдицких. В 1885 году вошла в состав в Деряжитской волости Речицкого уезда Минской губернии. Согласно переписи 1897 года в Чемерисах находились школа грамоты и трактир.
С 8 декабря 1926 года по 30 декабря 1927 года и с 15 августа 1974 года является центром Чемерисского сельсовета Брагинского района Речицкого и с 9 июня 1927 года Гомельского (с 26 июля 1930 года) округов, с 20 февраля 1938 года Полесской, с 8 января 1954 года Гомельской областей.
В 1930 году современные Чемерисы состояли из двух деревень: Чемерисы-1 и Чемерисы-2. В 1931 году были организованы колхозы «Ударник» и «Красная Беларусь», работали кирпичный завод (с 1929 года), 2 кузницы, 2 ветряные мельницы. В конце 1930-х годов деревни Чемерисы-1 и Чемерисы-2 были объединены в один населённый пункт — деревню Чемерисы.
Во время Великой Отечественной войны в сентябре 1943 года фашисты сожгли в деревне 307 дворов и убили 6 жителей. На фронтах и в партизанской борьбе погибли 152 местных жителя. В память о погибших в центре деревни в 1967 году в установлен обелиск.
В 1959 году Чемерисы являлись центром колхоза «Рассвет».
Сегодня в деревне имеются механическая и швейная мастерские, средняя школа, Дом культуры, библиотека, фельдшерско-акушерский пункт, детский сад, ветеринарный участок, отделение связи, магазин.
27 марта 2010 года деревня Чемерисы преобразована в агрогородок.

## Население

### Численность
- 1850 год — 83 двора, 404 жителя
- 1885 год — 89 дворов, 513 жителей
- 1897 год — 155 дворов, 884 жителя (согласно переписи)
- 1908 год — 205 дворов, 1026 жителей
- 1940 год — 359 дворов, 1436 жителей
- 1959 год — 1244 жителя (согласно переписи)
- 2004 год — 209 хозяйств, 492 жителя
- 2006 год — 197 хозяйств, 479 жителей (до 16 лет — 91 чел., в трудоспособном возрасте — 227 чел., в пожилом возрасте — 161 чел.)

| График не отображается по техническим причинам. Чтобы исправить это, воспроизведите график в новом формате, если это возможно. |

## Культура
- Дом культуры
- Музей ГУО "Чемерисская средняя школа"

## Достопримечательность
- Воинский мемориал

## Известные уроженцы
- Галко, Владимир Никитович (1923—2009) — Герой Социалистического Труда, участник Великой Отечественной войны[4]
- Галко Иван Петрович[бел.] (1934—1995) — белорусский музыкант, педагог. Заслуженный работник культуры Беларуси
- Галко, Александр Григорьевич (1938—2016) — советский и российский актёр театра и кино, народный артист РСФСР.